# Canoa/kayak ai Giochi della XXVIII Olimpiade - K4 500 metri femminile

## Batterie
Hanno partecipato alle batterie di qualificazione 10 equipaggi, suddivisi in 2 batterie: i primi 3 di ogni batteria si sono qualificati direttamente per la finale e gli altri per la semifinale; di conseguenza nessun equipaggio è stato eliminato al primo turno.
23 agosto 2004
| Pos | Atleta                                                          | Paese       | Tempo       |
| --- | --------------------------------------------------------------- | ----------- | ----------- |
| 1   | Birgit Fischer, Maike Nollen, Katrin Wagner e Carolin Leonhardt | Germania    | 1:31.606 QF |
| 2   | Katalin Kovács, Szilvia Szabó, Erzsébet Viski e Kinga Bóta      | Ungheria    | 1:32.298 QF |
| 3   | Xu Linbei, Zhong Hongyan, He Jing e Gao Yi                      | Cina        | 1:34.206 QF |
| 4   | Chantal Meek, Amanda Rankin, Kate Barclay e Lisa Oldenhof       | Australia   | 1:35.078 QS |
| 5   | Carrie Johnson, Kathryn Colin, Lauren Spalding e Marie Mijalis  | Stati Uniti | 1:36.994 QS |

| Pos | Atleta                                                                       | Paese    | Tempo       |
| --- | ---------------------------------------------------------------------------- | -------- | ----------- |
| 1   | Karolina Sadalska, Joanna Skowroń, Małgorzata Czajczyńska e Aneta Białkowska | Polonia  | 1:31.949 QF |
| 2   | Inna Osypenko, Tetyana Semykina, Hanna Balabanova e Olena Cherevatova        | Ucraina  | 1:33.057 QF |
| 3   | Isabel Garcia, Beatriz Manchon, Jana Smidakova e Teresa Portela              | Spagna   | 1:34.525 QF |
| 4   | Shinobu Kitamoto, Yumiko Suzuki, Mikiko Takeya e Miho Adachi                 | Giappone | 1:36.873 QS |
| 5   | Karen Furneaux, Carrie Lightbound, Kamini Jain e Jillian D'Alessio           | Canada   | 1:36.877 QS |

## Semifinali
I primi tre equipaggi della semifinale si sono qualificati per la finale.
25 agosto 2004
| Pos | Atleta                                                             | Paese       | Tempo       |
| --- | ------------------------------------------------------------------ | ----------- | ----------- |
| 1   | Chantal Meek, Amanda Rankin, Kate Barclay e Lisa Oldenhof          | Australia   | 1:33.977 QF |
| 2   | Shinobu Kitamoto, Yumiko Suzuki, Mikiko Takeya e Miho Adachi       | Giappone    | 1:35.493 QF |
| 3   | Karen Furneaux, Carrie Lightbound, Kamini Jain e Jillian D'Alessio | Canada      | 1:35.645 QF |
| 4   | Carrie Johnson, Kathryn Colin, Lauren Spalding e Marie Mijalis     | Stati Uniti | 1:35.869    |

## Finale
27 agosto 2004
| Pos | Atleta                                                                       | Paese     | Tempo    |
| --- | ---------------------------------------------------------------------------- | --------- | -------- |
|     | Birgit Fischer, Maike Nollen, Katrin Wagner e Carolin Leonhardt              | Germania  | 1:34.340 |
|     | Katalin Kovács, Szilvia Szabó, Erzsébet Viski e Kinga Bóta                   | Ungheria  | 1:34.536 |
|     | Inna Osypenko, Tetyana Semykina, Hanna Balabanova e Olena Cherevatova        | Ucraina   | 1:36.192 |
| 4   | Karolina Sadalska, Joanna Skowroń, Małgorzata Czajczyńska e Aneta Białkowska | Polonia   | 1:36.376 |
| 5   | Isabel Garcia, Beatriz Manchon, Jana Smidakova e Teresa Portela              | Spagna    | 1:37.908 |
| 6   | Chantal Meek, Amanda Rankin, Kate Barclay e Lisa Oldenhof                    | Australia | 1:38.116 |
| 7   | Xu Linbei, Zhong Hongyan, He Jing e Gao Yi                                   | Cina      | 1:38.144 |
| 8   | Karen Furneaux, Carrie Lightbound, Kamini Jain e Jillian D'Alessio           | Canada    | 1:39.952 |
| 9   | Shinobu Kitamoto, Yumiko Suzuki, Mikiko Takeya e Miho Adachi                 | Giappone  | 1:40.188 |